# Norbert Kalucza
Norbert Kalucza (* 4. Dezember 1986 in Mátészalka) ist ein ungarischer Boxer im Fliegengewicht.

## Erfolge
Kalucza wurde Ungarischer Meister 2005, 2006, 2010, 2012 und 2013. Er war Bronzemedaillengewinner der Junioren-Europameisterschaften 2005 in Tallinn und der EU-Meisterschaften 2009 in Odense.
Im März 2008 gewann er die europäische Olympiaqualifikation in Italien. Er besiegte dabei Salim Salimow aus Bulgarien (29:19), Derenik Gischlaryan aus Armenien (37:19), Marcel Schneider aus Deutschland (26:20) und Khalid Yafai aus England (W.o.). Er startete daraufhin bei den Olympischen Sommerspielen 2008 in Peking, wo er im Achtelfinale gegen McWilliams Arroyo aus Puerto Rico ausschied (6:14).
Bei der europäischen Olympiaqualifikation 2012 in der Türkei schied er gegen den Türken Selçuk Eker auf dem dritten Platz aus.
Im Dezember 2015 gab er seinen Einstand bei den Profis.